# Всесвітня виставка 2030
Всесвітня виставка 2030 або Експо-2030 — це майбутня Всесвітня виставка, що запланована на 2030 рік. Серед кандидатів — міста Пусан, Рим, Одеса та Ер-Ріяд.

## Процес подачі кандидатів
Росія була першою, хто подав заявку, запропонувавши місто Москва 25 квітня 2021 року. Це відкрило шестимісячне вікно для інших документів, які потрібно було подати до 29 жовтня. Після п'яти конференцій, щоб привернути увагу до заявки на 2030 рік, Південна Корея подала пропозицію щодо Пусана 23 червня 2021 року. Італія була третьою країною, яка подала заявку, запропонувавши місто Рим. Україна подала заявку на проведення Всесвітньої виставки в Одесі 15 жовтня. Саудівська Аравія подала заявку на Ер-Ріяд 29 жовтня. Країна-господар Всесвітньої виставки 2030 буде обрана у 2023 році державами-членами Міжнародного бюро виставок.

### Кандидати
На 29 жовтня 2021 року Міжнародне бюро виставок підтвердило п'ять заявок на проведення Експо-2030:
- Пусан, Південна Корея
- Рим, Італія
- Одеса, Україна
- Ер-Ріяд, Саудівська Аравія
- Росія пропонувала кандидатом Москву, але у травні 2022 відкликала свою кандидатуру через повномасштабне вторгнення в Україну.[9]

### Учасники
- Пусан
- Рим
- Одеса
- Ер-Ріяд
- Москва